# Graciela Chichilnisky

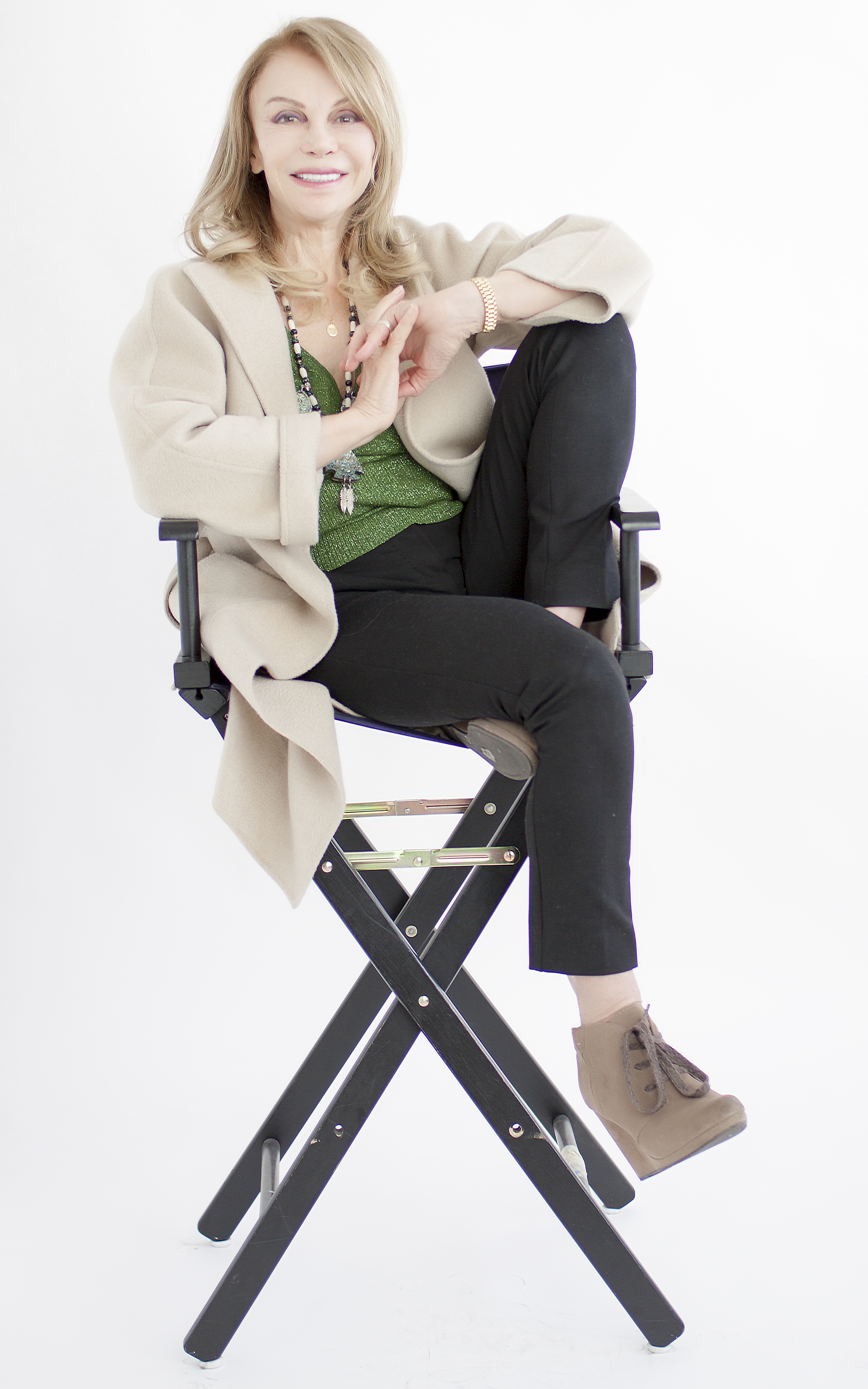
Graciela Chichilnisky (2016)

Graciela Chichilnisky (* 1944 in Buenos Aires) ist eine argentinisch-US-amerikanische Mathematikerin und Wirtschaftswissenschaftlerin. Sie hat sich insbesondere auf dem Gebiet der Umweltökonomik hervorgetan.

## Werdegang, Forschung und Lehre
Nach dem von Juan Carlos Onganía angeführten Putsch 1966 verließ Chichilnisky mit ihrer Familie Argentinien und flüchtete in die Vereinigten Staaten. Dort nahm sie ein Ph.D.-Studium in Mathematik am Massachusetts Institute of Technology auf, ehe sich an die University of California, Berkeley wechselte. Dort schloss sie 1970 ihr Studium unter der Betreuung von Jerrold Marsden 1970 ab. Anschließend nahm sie ein Wirtschaftswissenschaftsstudium auf, unter dem späteren Wirtschafts-Nobelpreisträger Gérard Debreu graduierte sie 1976 an der Hochschule.
Nach Abschluss des Studiums wechselte Chichilnisky an die Harvard University, wo sie zunächst Postdoc und ab 1977 Lecturer war. Im folgenden Jahr zog sie als Associate Professor an die Columbia University weiter, 1979 wurde sie dort zur ordentlichen Professorin berufen. In den folgenden Jahren visitierte sie an verschiedenen internationalen Hochschulen, so übernahm sie beispielsweise 1980/81 für ein Jahr den Keynes-Lehrstuhl an der University of Essex, war Mitte der 1980er Jahre an der University of Minnesota sowie der Université des Antilles et de la Guyane, und lehrte später unter anderem an der Universität Siena, der Deakin University und der Nankai-Universität. Zwischen 1995 und 2008 war sie UNESCO-Professorin für Mathematik und Wirtschaftswissenschaft.
Chichilniskys Arbeitsschwerpunkt liegt im Bereich Umweltökonomie, wo sie insbesondere im Emissionsrechtehandel hervorgetan hat, Außenhandel und Wohlfahrtsökonomik, wo sie insbesondere zum Bereich der Sozialwahltheorie publizierte. Sie war entscheidend an der Formulierung des Emissionshandels zwischen Staaten im Kyoto-Protokoll beteiligt sowie Hauptautorin der Sachstandsberichte des 2007 mit dem Friedensnobelpreis ausgezeichneten Intergovernmental Panel on Climate Change. Die Begriffsfindung „sustainable development“ wird teilweise auf sie zurückgeführt.
2008 wurde ein Rechtsstreit mit der Columbia University, in dem Chichilnisky ihrem Arbeitgeber vorgeworfen hatte, ihr weniger Gehalt als ihre männlichen Kollegen gezahlt zu haben, außergerichtlich beigelegt. Dabei erhielt sie Berichten zufolge eine Kompensation in Höhe von 200.000 US-Dollar. Seit 1991 ist sie US-Staatsbürgerin.